# Fialowski Lajos
Fialowski Lajos (Borszczow, Galícia, 1846. december 5. – Budapest, 1909. május 30.) botanikus és nyelvész.

## Életrajza
A galíciai Borszczowban született 1846. december 5-én. Fialowski Vazul és Kopál Franciska fia. Öt évesen, 1851-ben került szüleivel Magyarországra. A gimnáziumot Szombathelyt kezdte, Veszprémben, Kőszegen folytatta és Szombathelyt végezte be. 1864 őszétől a bécsi egyetemre ment, ahol természetrajzi, földrajzi és nyelvészeti tanulmányokat folytatott. 1872 őszén Sopronban kezdte meg tanári pályáját és az akkor még németül érző és beszélő városban jelentős magyarosító tevékenységet fejtett ki. 1877-ben szerzett bölcsészdoktori oklevelet, majd 1884. július 25-től a budapesti V. kerületi királyi katolikus főgimnáziumban a természetrajz és földrajz tanára volt. Beszélt a magyaron kívül németűl és lengyelül; olvasott franciául, olaszul, angolul és értett cigányul.
Budapesten, 63 évesen hunyt el 1909. május 30-án.

## Munkássága
Sokoldalú tudományos működésének fő iránya a természetrajzi és különösen a botanikai szaknyelv megtisztítása, de jelentős érdemei vannak a botanika történetének kutatása, a magyar gyorsírás terjesztése és rendszerének tökéletesítése terén is.
Számos értékes geológiai és pedagógiai tárgyú tanulmányt is írt.

## Főbb munkái
- Az év leghosszabb napszaka. Összehasonlító földrajzi tanulmány, kiváló tekintettel hazánkra. (Sopron, 1876)
- A természetrajz műnyelve (Magyar Nyelvőr, 1876)
- A népbotanika poézise (Magyar Nyelvőr, 1878–1880)
- Csabaíre (Magyar Nyelvőr, 1884)
- Melius Péter Herbáriuma (Mathematikai Természettudományi Értesítő, 1884–85)
- Gedenkblatt von der ersten Frühjahrs-Gartenbau-Ausstellung des ungarischen Landes-Gartenbauvereines. (Budapest, 1886)
- Khémián felépülő mineralógia és geológia veleje… (Budapest, 1889)
- Tulterhelés. A középiskolai tanáregyesület 1890-ik évi márczius havi ülésén felolvasta és azóta bővítette. (Budapest, 1890. Különnyomat a Közoktatási Szemléből.)
- Az 1890-dik évi XXX. számu és a gymnasiumban a görög nyelv helyettesítését megszabó törvényczikknek további foganatosítása, tekintettel a főváros gymnasiumainak népesedésére. (Budapest, 1890)